# Phaonia nigrocincta
Phaonia nigrocincta este o specie de muște din genul Phaonia, familia Muscidae, descrisă de Stein în anul 1918. Conform Catalogue of Life specia Phaonia nigrocincta nu are subspecii cunoscute.